# (128586) Jeremias
(128586) Jeremias est un astéroïde de la ceinture principale.

## Description
(128586) Jeremias est un astéroïde de la ceinture principale. Il fut découvert le 16 août 2004 à Altschwendt par Wolfgang Ries. Il présente une orbite caractérisée par un demi-grand axe de 3,16 UA, une excentricité de 0,10 et une inclinaison de 14,8° par rapport à l'écliptique.

## Compléments